# Earth Song
Earth Song (з англ. «Пісня Землі») — пісня американського попспівака Майкла Джексона з його дев‘ятого студійного альбому HIStory: Past, Present and Future, Book I. Також пісня була випущена як третій сингл з альбому. У США і Канаді як сингл не випускався. «Earth Song» є найпопулярнішим синглом Джексона у Німеччині.

## Історія створення
Текст до пісні був написаний у 1988 році, коли Майкл прибув до Австрії з його Bad World Tour. Перше демо він записав у 1989 році, друге у 1990. Білл Ботрелл вважав, що пісня вже закінчена і обов‘язково з‘явиться на Dangerous, але Джексон вважав інакше. Надалі він повернувся до пісні у 1994 році, щоб закінчити її. І тоді вона з‘явилася у HIStory: Past, Present and Future, Book I.

## Музичне відео
Кліп на пісню був знятий у 1995 році режисером Ніком Брандтом. У ньому є декілька сцен, які чергуються: Майкл на фоні зрубленого лісу, різні народи, кадри з документальних фільмів, де вирубують ліси і вбивають тварин. Під час знімання жодна тварина не постраждала, не було професійних акторів, тільки корінні жителі різних регіонів світу.
У 1997 році Джексон отримав «Ґреммі» за кліп як найкраще музичне відео.

## Концертні виступи
У 1995 році Майкл виконував пісню кілька разів: на World Music Awards, на BRIT Awards і на німецькому шоу «Wetten dass…?». У липні 1996 року співак виконав пісню на безплатному концерті присвяченому 50-річчю султана Брунею. Далі пісня прозвучала на сольному турі співака HIStory World Tour (1996—1997). Востаннє Джексон виконав пісню на двох шоу MJ & Friends у червні 1999 року. У 2009 Майкл репетирував пісню для This Is It, який було скасовано через передчасну смерть співака. Саме для скасованих шоу був приготований 6-хвилинний відеоролик у 3D. Планувалося, що він буде супроводжувати виступ Джексона за його спиною. Як триб'ют Майклу цей ролик показали у 3D на церемонії вручення нагород «Ґреммі» у січні 2010 року.